# Millennium Film Workshop
Il Millennium Film Workshop è una organizzazione non a scopo di lucro che svolge l'attività di centro di arte dei nuovi media e cinema, dislocato nell'East Village di Manhattan a New York. Il centro è dedicato al cinema d'avanguardia e sperimentale. Qui ebbe inizio fra le altre cose il St. Mark's Poetry Project.

## Storia del centro
Il Millennium Film Workshop fu uno dei numerosi laboratori istituiti dal 1965-66 nel Lower East Side di New York dalla St. Marks Church e dalla New School come parte del programma anti-povertà del governo federale. Il filmmaker Ken Jacobs, che fu scelto come primo direttore, nel 1966 organizzò gli spettacoli nella chiesa, che vedevano proiezioni dell'intero corpo di lavoro di singoli filmmaker. Jacobs inaugurò poi le "proiezioni aperte", dove conduceva dibattiti fra i filmmakers ed il pubblico.
Nel 1967 l'organizzazione divenne indipendente, spostandosi nell'edificio oggi usato dal Anthology Film Archives, ed occupò lo spazio in cui in precedenza risiedeva tribunale, insegnando qui cinematografia, suono ed editing. In seguito la Millennium Film Workshop si spostò in varie location per stabilirsi definitivamente nella 66 East 4th Street nel 1974.
Nel 1967 fu nominato direttore esecutivo il filmmaker Howard Guttenplan che occupò tale posizione fino al 2011, ampliando gradualmente la partecipazione ai laboratori a registi inglesi, tedeschi, francesi, italiani, ungheresi, polacchi, giapponesi, organizzando spesso le loro prime visioni nel territorio statunitense proprio al Millennium.

## Programma ed attività
Il Millennium Film Workshop offre principalmente 5 tipi di servizi ed attività, che includono Personal Cinema Series, la Workshop Program, Equipment Access Service, la Millennium Film Journal e la Millennium Gallery.